# 노스아메리칸 항공
노스 아메리칸 항공(영어: North American Airlines)은 미국의 전세 항공사로 본사는 미국 뉴욕 시 존 F. 케네디 국제공항에 위치해 있으며 1989년에 설립했다.

## 역사
노스 아메리칸 항공은 글로벌 에어로 물류 주식회사(영어: Global Aero Logistics, Inc.)의 자회사로 미국의 항공 행정 규제 완화로 설립했다.
1989년에 창업하여 1990년 1월 20일부터 운항 개시했다. 미국 민간 항공위원회(영어: Civil Aeronautics Board, CAB)의 전 최고 위원인 댄 마키논(영어: Dan McKinnon)이 창업했으며 엘알 이스라엘 항공의 북미 게이트웨이 및 클럽 메드의 운항 서비스를 제공했다. 엘알 이스라엘 항공은 당시 24.9%의 주식을 소유하고 있었지만, 2003년 7월에 주식을 모두 매각했다.
이 항공사는 2005년에 월드에어 홀딩스(영어: World Air Holdings)에 인수되었다. 월드 에어 홀딩스는 2007년 4월 뉴 ATA 홀딩스에 인수되면서 글로벌 에어로 물류 주식회사(영어: Global Aero Logistics, Inc.)로 개명하여 현재에 이른다.

## 보유 기종
- 2012년 3월 기준으로 노스 아메리칸 항공은 다음과 같은 기종을 보유하고 있으며 평균 기령은 15.1년이다.[1][2]

## 같이 보기
- 미국의 없어진 항공사 목록